# Dženan Hošić
 (janvier 2008).
Dženan Hošić est un footballeur bosnien né le 13 mars 1976 à Sarajevo.

## Carrière
- 1998-2000 :  FK Sarajevo
- 2000-2002 :  FK Anji Makhatchkala
- 2002-2005 :  Szczakowianka Jaworzno
- 2005-2008 :  Zagłębie Sosnowiec
- 2008-2009 :  FK Velež Mostar 1922
- 2009- :  Zagłębie Sosnowiec

## Sélections
- 1 sélection et 0 but avec la  Bosnie-Herzégovine en 2001.